# Панковка (Донецкая область)
Панковка (укр. Панківка) — село в Добропольском районе Донецкой области Украины.
Население по переписи 2001 года составляет 84 человека. Почтовый индекс — 85052. Телефонный код — 6277.

## История
В XIX веке Панковка принадлежала родителям Ивана Антоновича Мерцалова,  одного из основоположников русской зоотехнической науки, автор «Записок о разведении испанских овец — помещика Бахмутского уезда Мерцалова...» и «Записок о сортировке испанских овец и о качествах производимых ими шерсти».

## Известные люди
В селе родился Григорий Моисеевич Прощаев — Герой Советского Союза.

## Адрес местного совета
85052, Донецкая область, Добропольский р-н, с. Новоторецкое, ул.Гагарина, 18.